# Sasan
Sasan (perzijski ساسان, kraljev sin) je bio eponimski predak perzijske sasanidske dinastije, koji je živio oko 200. godine. Danas je to na Bliskom istoku uobičajeno ime.
O Sasanu se jedva što pouzdano zna. O njemu govori više, dijelom i proturječnih izvora. Prema jednoj priči, koju je nekoliko stoljeća nakon propasti Sasanida prenio Tabari, Sasan je bio otac Papaka, koji je pak bio otac Ardašira I., i predstojnik Hrama vatre u Istahru (Tabari I 814). Karnamek-e Ardaschir pak kaže da je Sasan bio Papakov očuh. Prema drugoj priči Sasan je bio pastir; Papaku je rečeno da će Sasanov sin jednoga dana postati moćan vladar pa mu je dao svoju kćer za ženu. Rekonstrukcija povijesti prvih Sasanida problematična je već i zato što i sami Sasanidi šute o rodbinskoj vezi između Sasana i Papaka. U poznatom natpisu Nakš-e Rustam iz doba Šapura I., sina Ardašira I., nabrajaju se preci Sasanida, pri čemu se kao otac Ardašira I. navodi Papak. Ne spominje se dalje njegov rodbinski odnos prema Sasanu koji je tamo isto naveden.
Sigurno je jedino da su Sasanidi svojim pretkom smatrali Sasana, a ne Papaka. Moguće je da je Sasan bio samo legendarna osoba na koju su se Sasanidi pozivali, slično kao što su Ahemenidi izvodili svoje podrijetlo od Ahemena.